# Theuma ovambica
Espèce
Theuma ovambica est une espèce d'araignées aranéomorphes de la famille des Prodidomidae.

## Distribution
Cette espèce est endémique de Namibie. Elle se rencontre vers le Kunene.

## Description
La femelle holotype mesure 7,8 mm.

## Systématique et taxinomie
Cette espèce a été décrite par Lawrence en 1927.

## Publication originale
- Lawrence, 1927 : « Contributions to a knowledge of the fauna of South-West Africa V. Arachnida. » Annals of the South African Museum, vol. 25, no 1, p. 1-75 (texte intégral).